# Vechala
Vechala (en macédonien Вешала, en albanais Veshalla) est un village du nord-ouest de la Macédoine du Nord, situé dans la municipalité de Tetovo. Le village comptait 1 222 habitants en 2002. Il est majoritairement albanais.

## Démographie
Lors du recensement de 2002, le village comptait :
- Albanais : 1 207 ;
- Valaques : 1 ;
- Serbes : 1 ;
- Autres : 13.